# Astragalus devestitus
Astragalus devestitus är en ärtväxtart som beskrevs av V.K. Pazij och Aleksei Ivanovich Vvedensky. Astragalus devestitus ingår i släktet vedlar, och familjen ärtväxter. Inga underarter finns listade i Catalogue of Life.